# Voorheesville
Voorheesville es una villa ubicado en el condado de Albany en el estado estadounidense de Nueva York. En el año 2000 tenía una población de 2,705 habitantes y una densidad poblacional de 489 personas por km².

## Geografía
Voorheesville se encuentra ubicada en las coordenadas 42°38′59″N 73°55′45″O / 42.64972, -73.92917.